# Coris bulbifrons
Coris bulbifrons är en fiskart som beskrevs av Randall och Kuiter 1982. Coris bulbifrons ingår i släktet Coris och familjen läppfiskar. IUCN kategoriserar arten globalt som sårbar. Inga underarter finns listade i Catalogue of Life.